# 피터 팬 (1924년 영화)
《피터 팬》(영어: Peter Pan)는 1924년 미국에서 개봉한 무성 영화로, 최초의 피터 팬 영상화 작품이다. 허버트 브레넌이 연출했고, 베니 브론슨이 피터 팬 역, 어니스트 토런스가 후크 선장 역, 메리 브라이언이 웬디 역, 버지니아 브라운 페어가 팅커벨 역, 그리고 애나 메이 웡이 타이거 릴리 역으로 출연했다.

## 줄거리
달링 부인은 아이들 방 창가에서 소년의 얼굴을 보고 바닥에 그림자를 발견하며 걱정하지만, 남편과 함께 파티에 참석하게 된다. 엄격한 달링 씨 때문에 유모를 둘 수 없게 된 세 아이들은 강아지 나나에게 맡겨진다. 그날 밤, 활기찬 소년 피터 팬과 요정 팅커벨이 창가에 나타나고, 피터는 서랍에서 자신의 그림자를 찾는다. 큰 딸 웬디는 잠에서 깨어 피터를 만나고, 피터는 웬디에게 요정들과 함께 사는 숲 속 집과 네버랜드에 대해 이야기한다. 피터는 아이들에게 나는 법을 가르쳐주고, 아이들은 네버랜드로 떠나 간호사들이 잠시 한눈을 판 사이에 마차에서 떨어진 아이들인 '잃어버린 아이들' 무리에 합류한다. 팅커벨은 질투심에 잃어버린 아이들 중 하나에게 웬디를 새라고 속여 쏘게 만들고, 웬디는 거의 죽을 뻔한다. 잃어버린 아이들은 지하 집에 살면서 웬디를 엄마로 받아들인다. 네버랜드 원주민 부족은 해적들과 싸우고, 해적들은 후크 선장의 지휘 아래 아이들을 납치한다. 후크 선장은 피터 팬에게 한쪽 손을 잘린 원한을 가지고 있고, 그 손을 먹은 악어를 두려워한다. 악어에게 시계를 먹여 시간을 알려주도록 한 이유도 그 때문이다. 해적들은 피터의 약에 독을 넣고, 팅커벨이 대신 마시지만 아이들의 요정을 믿는다는 말 덕분에 기적적으로 살아난다. 피터는 인어들의 도움을 받아 해적선에 잠입하고, 잃어버린 아이들과 함께 해적들을 물리친다. 웬디와 아이들은 집으로 돌아가고, 아이들을 그리워하던 달링 부인은 꿈인 줄 알지만 아이들을 안으며 기뻐한다. 웬디는 피터와 함께 있고 싶어하지만, 피터는 어른이 되고 싶어 하지 않는다. 달링 부인은 웬디가 매년 봄에 피터의 집 청소를 도와주러 네버랜드에 갈 수 있도록 허락하고, 피터는 숲 속 집으로 돌아간다. 달링 부부는 잃어버린 아이들 모두를 입양한다.

## 출연진
- 베티 브론슨 - 피터 팬
- 어니스트 토런스 - 후크 선장
- 메리 브라이언 - 웬디 달링
- 잭 머피 - 존 달링
- 필립 드 라시 - 마이클 달링
- 버지니아 브라운 페어 - 팅커벨
- 조지 알리 - 나나, 악어
- 에스터 랠스턴 - 달링 부인
- 시릴 채드윅 - 달링씨
- 애나 메이 웡 - 타이거 릴리
- 모리스 머피 - 투틀스
- 미키 맥밴 - 슬라이틀리
- 조지 크레인 주니어 - 컬리
- 윈스턴 도티, 웨스턴 도티 - 쌍둥이
- 테런스 맥밀런 - 니브스
- 루이 모리슨 - 젠틀맨 스타키
- 에드워드 키플링 - 스미
- 로버트 밀라시 - 켈트